# Elecciones federales de México de 2021 en Nuevo León
Elecciones federales de México de 2021 en Nuevo León.
Las elecciones federales de México de 2021 en Nuevo León se llevaron a cabo el domingo 6 de junio de 2021, y en ellas se renovaron los siguientes cargos de elección popular:
- 12 diputados federales. Miembros de la cámara baja del Congreso de la Unión. Doce elegidos por mayoría simple. Todos ellos electos para un periodo de tres años a partir del 1 de agosto de 2021 con la posibilidad de reelección por hasta tres periodos adicionales.

## Resultados electorales

### Diputados federales por Nuevo León

#### Diputados Electos
| Candidato                        | Partido | Distrito | Tipo de elección |
| -------------------------------- | ------- | -------- | ---------------- |
| Héctor Castillo Olivares         |         | 1        | Mayoría relativa |
| Andrés Cantú Ramírez             |         | 2        | Mayoría relativa |
| Wendy Cordero González           |         | 3        | Mayoría relativa |
| Pedro Salgado Almaguer           |         | 4        | Mayoría relativa |
| Marcela Guerra                   |         | 5        | Mayoría relativa |
| Annia Gómez Cárdenas             |         | 6        | Mayoría relativa |
| Andrés Pintos Caballero          |         | 7        | Mayoría relativa |
| María de Jesús Aguirre Maldonado |         | 8        | Mayoría relativa |
| Juan Francisco Espinoza Eguía    |         | 9        | Mayoría relativa |
| Karina Barrón Perales            |         | 10       | Mayoría relativa |
| Pedro Garza Treviño              |         | 11       | Mayoría relativa |
| José Luis Garza Ochoa            |         | 12       | Mayoría relativa |

#### Resultados
|  | 29.96 % |

|  | 25.86 % |

|  | 19.31 % |

|  | 14.39 % |

|  | 2.71 % |

|  | 1.96 % |

|  | 1.05 % |

|  | 0.85 % |

|  | 0.72 % |

|  | 0.59 % |

|  | 2.48 % |

|  | 0.05 % |

|  | 100 % |

|  | 51.18 % |

## Resultados por distrito electoral

### Distrito 1. Santa Catarina
|  | 58.14 % |

|  | 14.23 % |

|  | 10.67 % |

|  | 10.30 % |

|  | 1.26 % |

|  | 1.15 % |

|  | 0.64 % |

|  | 0.53 % |

|  | 0.52 % |

|  | 0.31 % |

|  | 2.11 % |

|  | 0.08 % |

|  | 100 % |

### Distrito 2. Apodaca
|  | 37.01 % |

|  | 19.81 % |

|  | 19.70 % |

|  | 18.54 % |

|  | 0.99 % |

|  | 0.95 % |

|  | 0.50 % |

|  | 0.43 % |

|  | 1.98 % |

|  | 0.03 % |

|  | 100 % |

### Distrito 3. Gral. Escobedo
A pesar de que José Luís García Duque triunfo en el computo el TEPJF anulo su victoria después al anular 15 casillas.
|  | 25.42 % |

|  | 25.69 % |

|  | 25.62 % |

|  | 16.19 % |

|  | 1.54 % |

|  | 1.32 % |

|  | 0.92 % |

|  | 0.81 % |

|  | 2.41 % |

|  | 0.03 % |

|  | 100 % |

### Distrito 4. San Nicolás de los Garza
|  | 49.45 % |

|  | 17.88 % |

|  | 14.17 % |

|  | 11.50 % |

|  | 1.68 % |

|  | 1.12 % |

|  | 0.75 % |

|  | 0.56 % |

|  | 0.40 % |

|  | 0.37 % |

|  | 2.03 % |

|  | 0.03 % |

|  | 100 % |

### Distrito 5. Monterrey
|  | 45.42 % |

|  | 20.38 % |

|  | 18.76 % |

|  | 9.54 % |

|  | 0.89 % |

|  | 0.74 % |

|  | 0.61 % |

|  | 0.40 % |

|  | 3.16 % |

|  | 0.03 % |

|  | 100 % |

### Distrito 6. Monterrey
|  | 31.11 % |

|  | 28.24 % |

|  | 22.28 % |

|  | 11.03 % |

|  | 1.61 % |

|  | 1.16 % |

|  | 0.82 % |

|  | 0.64 % |

|  | 0.52 % |

|  | 0.34 % |

|  | 2.14 % |

|  | 0.05 % |

|  | 100 % |

### Distrito 7. García
|  | 25.01 % |

|  | 24.45 % |

|  | 23.99 % |

|  | 16.44 % |

|  | 2.39 % |

|  | 2.03 % |

|  | 1.07 % |

|  | 1.42 % |

|  | 2.96 % |

|  | 0.19 % |

|  | 100 % |

### Distrito 8. Guadalupe
|  | 27.36 % |

|  | 23.82 % |

|  | 22.00 % |

|  | 21.14 % |

|  | 1.08 % |

|  | 1.03 % |

|  | 0.56 % |

|  | 0.54 % |

|  | 2.38 % |

|  | 0.03 % |

|  | 100 % |

### Distrito 9. Linares
|  | 35.56 % |

|  | 25.61 % |

|  | 14.31 % |

|  | 10.83 % |

|  | 4.10 % |

|  | 3.12 % |

|  | 1.07 % |

|  | 0.54 % |

|  | 0.53 % |

|  | 0.42 % |

|  | 3.81 % |

|  | 0.03 % |

|  | 100 % |

### Distrito 10. Monterrey
|  | 36.83 % |

|  | 25.36 % |

|  | 21.41 % |

|  | 12.25 % |

|  | 0.66 % |

|  | 0.53 % |

|  | 0.47 % |

|  | 0.37 % |

|  | 2.05 % |

|  | 0.03 % |

|  | 100 % |

### Distrito 11. Guadalupe
|  | 33.97 % |

|  | 24.15 % |

|  | 18.86 % |

|  | 17.46 % |

|  | 1.35 % |

|  | 0.64 % |

|  | 0.62 % |

|  | 0.52 % |

|  | 2.34 % |

|  | 0.03 % |

|  | 100 % |

### Distrito 12. Benito Juárez
|  | 25.88 % |

|  | 24.50 % |

|  | 22.99 % |

|  | 19.85 % |

|  | 0.61 % |

|  | 1.83 % |

|  | 0.93 % |

|  | 0.65 % |

|  | 2.68 % |

|  | 0.02 % |

|  | 100 % |